# Яков Клеомвротос
Яков Клеомвротос (на гръцки: Ιάκωβος Κλεόμβροτος, Яковос Клеомвротос) е гръцки духовник, митрополит на Цариградската патриаршия.

## Биография
Роден е в 1907 година в малоазийския град Кидония като Евангелос Клеомвротос (Ευάγγελος Κλεόμβροτος). Замонашва се в Лимонския манастир на Лесбос. Завършва Богословския факултет на Атинския университет. Служи като секретар и проповедник в Митилинската митрополия. Той е ръкоположен за дякон на 14 октомври 1937 година в Лимонския манастир от архиепископ Тимотей Австралийски. На 24 октомври 1937 година е ръкоположен за свещеник в катедралата на Митилини „Свети Атанасий“ от митрополит Яков, а впоследствие служи като протосингел на Митилинската митрополия.
Избран е за сисанийски и сятищки митрополит на 11 ноември 1945 година. На този пост остава до 25 юни 1958 година, когато става митрополит митилински, ересоски и пломарийски. Яков заема митилинската катедра до смъртта си на 16 юни 1987 година. Погребан е в манастира „Свети Рафаил“. Общо митрополит Яков открива 61 нови църкви и ръкополага 138 свещеници.